# ステイシー・パーフェッティ
ステイシー・パーフェッティ（英語: Stacy Perfetti, 1990年12月9日 - ）は、アメリカ合衆国出身の女性、ブラジルのフィギュアスケート選手（女子シングル）。
世界フィギュアスケート選手権（2009年）、四大陸フィギュアスケート選手権(2008年、2009年）ブラジル代表。

## 経歴
1990年アメリカペンシルベニア州ヘイバータウン生まれ。10歳でアイススケートを始めるが、他に2年間アーティスティックローラースケートの経験を持つ。
アメリカでは小規模の競技会に出場しているが、全米フィギュアスケート選手権予選への出場はない。2007-08年シーズンにアメリカ在住のままブラジルの所属として四大陸フィギュアスケート選手権に出場。翌シーズンにはISUジュニアグランプリにも出場、世界フィギュアスケート選手権ではブラジル代表となった。

## 主な戦績
| 大会/年             | 2007-08 | 2008-09 |
| ------------------- | ------- | ------- |
| 世界選手権          |         | 51      |
| 四大陸選手権        | 30      | 34      |
| JGPスケートサファリ |         | 22      |

### 詳細
| 2008-2009 シーズン   |                                                        |          |         |          |
| 開催日               | 大会名                                                 | SP       | FS      | 結果     |
| 2009年3月27日 - 28日 | 世界フィギュアスケート選手権（ロサンゼルス）           | 51 25.24 | -       | 51       |
| 2009年2月4日 - 6日   | 四大陸フィギュアスケート選手権（バンクーバー）         | 34 24.44 | -       | 34       |
| 2008年10月8日 - 12日 | ISUジュニアグランプリ スケートサファリ（ケープタウン） | 23 28.13 | 20 52.4 | 23 80.53 |

| 2007-2008 シーズン   |                                        |          |    |      |
| 開催日               | 大会名                                 | SP       | FS | 結果 |
| 2008年2月11日 - 17日 | 四大陸フィギュアスケート選手権（高陽） | 30 21.97 | -  | 30   |